# Sakai (Klan)

Familienwappen Himeji-Sakai:
Himeji Schwerter und Sauerklee
(姫路剣片喰)

Familienwappen Tsuruoka-Sakai: Shōnai-Sauerklee
(丸に庄内片喰)

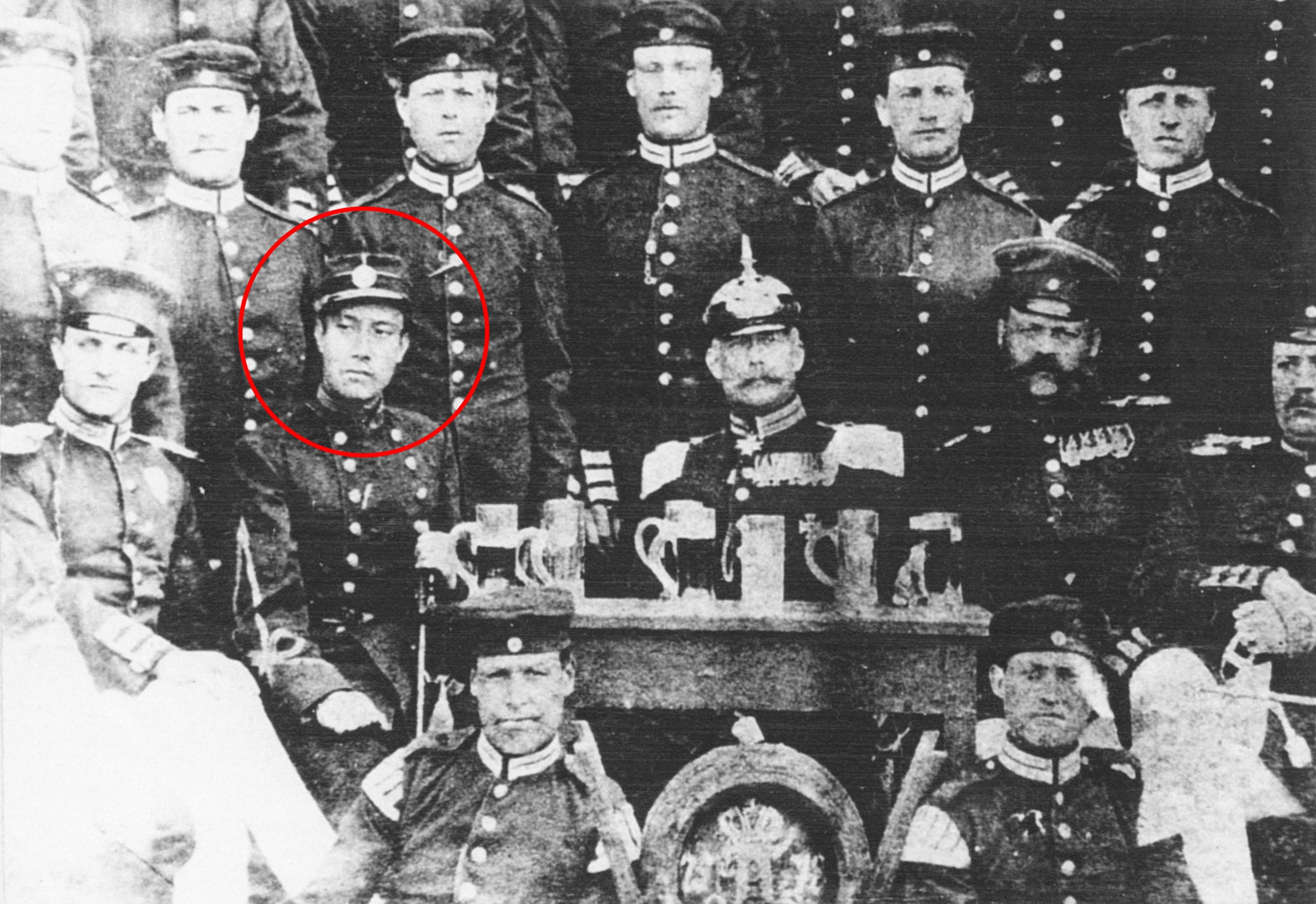
Tadazumi in Berlin

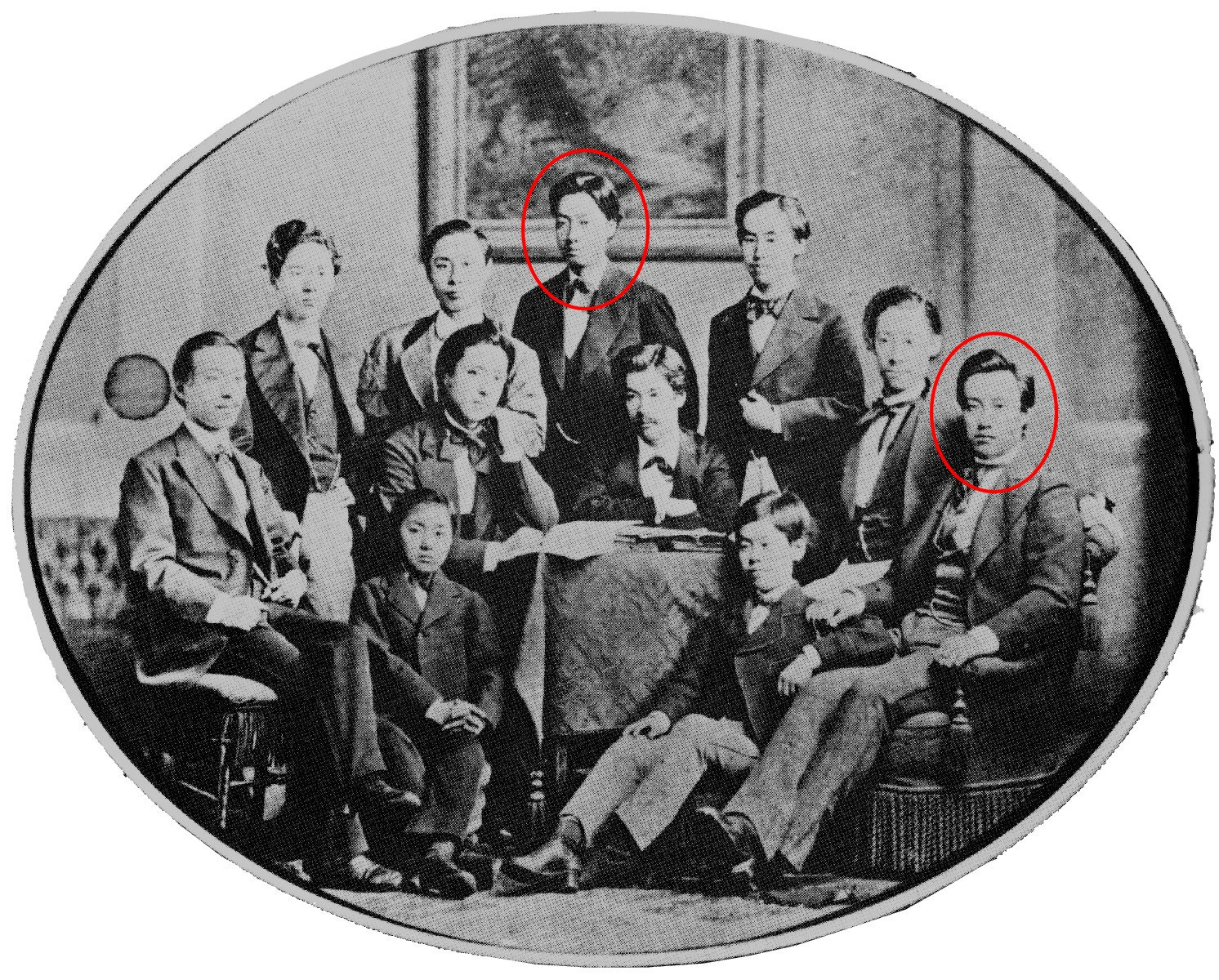
Die Sakai-Brüder Tadazumi (rechts) und Tadamichi (hinten) in Berlin

Die Sakai (japanisch 酒井氏, Sakai-shi) waren eine Familie des japanischen Schwertadels (Buke), die sich von Minamoto no Arichika (Seiwa Genji) ableiteten. Arichika hatte zwei Söhne, von denen der eine, Yasuchika (奏親), den Namen „Matsudaira“ annahm und der andere, Chikauji (親氏), den Namen „Sakai“. Hirochika (広親), der Sohn von Chikauji, hatte zwei Söhne, die die beiden Hauptzweige dieser Familie begründeten. Mit den Lehen Himeji, Tsuruoka und Obama mit jeweils über 100.000 Koku gehören die Sakai zu den größeren Fudai-Daimyō der Edo-Zeit.

## Die sechs Linien
- Ujitada (氏}忠)-Linie
  - Ietsugu (家次, 1564–1619) folgte 1578 seinem Vater Tadatsugu und übernahm die Burg Yoshida (Mikawa). Als Tokugawa Ieyasu 1590 das Kantō-Gebiet übernahm, versorgte er Ietsugu mit Einem Einkommen von 30.000 Koku in Usui (Kōzuke). 1604 wechselte er nach Takasaki (Kōzuke) mit einem Einkommen von 50.000 Koku, 1616 nach Takada (Echigo), 100.000 Koku. Nach einem Wechsel 1619 nach Matsushiro (1619) übernahm Ietsugu das Lehen Tsuruoka[Anm 2] (Dewa), auch „Shōnai“ (庄内) genannt, wo seine Nachkommen mit einem Einkommen von 120.000 Koku bis zur Meiji-Restauration als Daimyō wirkten. Nach der Meiji-Restauration führte das Oberhaupt dieser Linie bis 1945 den Titel Graf.
    - Sakai Tadaaki (忠発; 1812–1876) war zwar auf der Seite der Tokugawa im Norden Japans einer der letzten Daimyō, die sich der neuen Meiji-Regierung gebeugt hatten, sein Sohn Tadazumi (忠篤; 1853–1915) war jedoch von Saigō Takamori fasziniert und schlug eine militärische Ausbildung unter ihm ein. 1872 wurde Tadazumi zur weiteren Ausbildung nach Berlin entsandt und blieb dort sieben Jahre. Ein Jahr später folgte auch sein Bruder Tadamichi (忠宝; 1856–1921), der dort ebenfalls sieben Jahre blieb. [2]

  - Eine Zweiglinie residierte in Matsuyama (Dewa) mit einem Einkommen von 20.000 Koku. Vizegraf.
- Ietada (家忠)-Linie
  - Shigetada (重忠; 1564–1619) erhielt 1590 Kawagoe (Musashi) mit 15.000 Koku, dann 1601 Umayabashi (Kōzuke) mit 35.000 Koku. Während des Ōsaka-Feldzuges übernahm er die Wache der Burg Edo. Tadakiyo (忠清, 1626–1681) übernahm die Leitung des Shogunats während der Krankheit Tokugawa Ietsunas, wobei er sich in der Verwaltung auszeichnete. Seine Nachkommen wurden 1749 nach Himeji (Harima) mit einem Einkommen von 150.000 Koku versetzt. Dort residierten die Sakai bis zur Meiji-Restauration.[Anm 3] Letzter Daimyō war Tadakuni (忠邦; 1854–1878). Nach 1868 Graf.
  - Eine Nebenlinie dieser Linie, beginnend mit Tadahiro, residierte von 1681 bis zur Meiji-Restauration in Isesaki (Kōzuke) mit 20.00 Koku. Vizegraf.
  - Tadatoshi (忠利, 1562–1627) erhielt 1601 Tanaka (Suruga) mit 10.000 Koku. Er wechselte dann nach Kawagoe mit 30.000 Koku.
    - Tadakatsu (忠勝; 1587–1662), Sohn von Tadatoshi, wurde 1634 nach Obama (Wakasa) versetzt, wo die Nachkommen mit einem Einkommen von 103.000 Koku bis zur Meiji-Restauration residierten. Danach Graf.

  - Eine Nebenlinie residierte in Tsuruga (Echizen) mit 10.000 Koku. Vizegraf.